# Chris Candido
Chris Candido, auch bekannt als Skip (* 21. März 1972 in Spring Lake, New Jersey; † 28. April 2005 in Matawan, New Jersey) war ein US-amerikanischer Wrestler. Er war vor allem für seine Auftritte in den Promotionen World Wrestling Federation, Extreme Championship Wrestling und World Championship Wrestling bekannt.

## Karriere

### Anfänge
Candido ließ sich durch seinen Großvater "Popeye" Chuck Richards, einem ehemaligen Wrestler, ausbilden und war mit Jonathan Rechner eng befreundet. Er brachte den späteren Balls Mahoney zum Wrestling und beide trainierten zusammen bei Richards.

### Independent I
1986 begann Chris Candido seine Karriere in kleineren Independent-Ligen.

### NWA Tri-State Wrestling Alliance
Im Jahr 1989 wechselte Candido zur NWA Tri-State Wrestling über und hatte nun erstmals die Gelegenheit, bei einer größeren Wrestling-Promotion zu arbeiten. Er war bis zu deren Verkauf dort tätig.

### NWA Eastern Championship Wrestling
Chris Candido trat 1992 NWA Eastern Championship Wrestling bei, nachdem sein Arbeitgeber aufgekauft und in die ECW reorganisiert wurde. Bereits in dieser Anfangszeit durfte er zweimal die NWA-ECW Tag Team Championship halten. Aber während der zweiten Titelregentschaft verließ Candido die ECW in Richtung der SMW.

### Smoky Mountain Wrestling
Candido hatte nun bei Smoky Mountain Wrestling unterschrieben und bekam hier das Valet Sunny als Managerin zur Seite gestellt. Danach waren beide auch privat ein Paar. Bei SMW trat Candido mehrmals gegen Cactus Jack an, der zur gleichen Zeit dort angestellt war.

### National Wrestling Alliance
Nach seinem Wechsel von Smoky Mountain zur National Wrestling Alliance konnte sich Candido am 19. November 1994 in einem Turnier gegen neun Mitstreiter durchsetzen und durfte den zuvor vakanten NWA World Heavyweight Championship halten. Candido hielt den Titel zu einer Zeit, als die NWA keinerlei TV-Verträge mehr hatte und sich die ECW, die letzte NWA-Gliederung mit TV-Vertrag, von ihr getrennt hatte.
Seine Titelverteidigungen fanden meist in Independent-Promotionen statt. Candido verlor den Titel am 24. Februar 1995 an Dan Severn, der diesen Titel auch in Japan verteidigte.

### World Wrestling Federation
Ab 1995 stand Candido (unter dem Gimmick Skip) gemeinsam mit Sunny in der damaligen WWF unter Vertrag, wo sie das Tag Team Body Donnas bildeten. Zusammen mit Tom Prichard holte er sich 1996 den WWF Tag Team Titel, dieser Titel war sein größter Erfolg in der WWF.

### Extreme Championship Wrestling
Nach dem Titelverlust trennten sich die Body Donnas und Candido kehrte 1996 zur ECW zurück. Dort bildete er ein Stable mit dem damals 24-jährigen Steve Corino, für den er im Rahmen der Storyline Taz herausforderte und besiegt wurde. Taz fügte ihm bei seinem ersten Auftauchen in der ECW eine Nackenverletzung zu, die sich allerdings 14 Tage später als Fake Candidos herausstellen sollte.
Später formte er mit Shane Douglas und Bam Bam Bigelow, mit denen er privat eng befreundet war, das Team Triple Threat. Diese gilt unter ECW-Fans als eine der wohl besten Gruppierungen überhaupt. Zudem konnte er sich Ende 1997 zusammen mit Lance Storm die ECW Tag Team Titel sichern. Später trennten sich die beiden und fehdeten gegeneinander. Danach nahm sich Chris Candido eine Auszeit. 1999 wurde er für kurze Zeit bei ECW verpflichtet, nach Vertragsablauf kehrte er der Promotion den Rücken.

### World Championship Wrestling
Im Frühjahr 2000 wechselte Chris Candido zur WCW. Bei der Veranstaltung Spring Stampede 2000 konnte er sich die Cruiserweight Championship in einem Six-Way Match sichern. Diesen Titel verlor er aber nur einen Monat später wieder an Crowbar Devon Storm. Anschließend tat er sich nochmals mit Shane Douglas und Bam Bam Bigelow zusammen (aus rechtlichen Gründen durfte man nicht den vorherigen Namen benutzen, da dieser ein Trademark der ECW war). Noch vor dem richtigen Beginn der Storyline wurde seine Freundin Tammy Lynn Sytch im Sommer 2000 seitens der WCW entlassen, da man in ihrer Umkleide verschiedene Medikamente und Drogen fand. Um einer Entlassung von Seiten der WCW zuvorzukommen, baten beide um eine vorzeitige Vertragsauflösung.

### Independent II
2000 und 2002 war Candido bei Xtreme Pro Wrestling aktiv, hier konnte er einmal den XPW World Heavyweight Championship halten.
Nachdem Candido schließlich seine Drogenprobleme in den Griff bekommen hatte, schaffte er 2004 auch sein Comeback bei der Independent-Promotion IWA Mid-South. In dieser zeigte sich Candido wieder von seiner alten Stärke.

### Total Nonstop Action Wrestling
Durch seine Leistungen in der IWA wurde letztendlich auch die WCW-Nachfolge-Promotion NWA Total Nonstop Action Wrestling auf Chris Candido aufmerksam. Sie warb ihn von der IWA Mid-South ab und stellte ihn unter Vertrag. In der TNA hatte Candido im Jahr 2005 auch sein letztes Match.

### Tod
Bei einem Wrestling-Match für TNA am 24. April 2005 erlitt er einen Waden- und Schienbeinbruch sowie eine Knöchelverletzung. Nach seinem Auftritt bei der Großveranstaltung Lockdown der Wrestling-Liga TNA wurde Candido erfolgreich operiert. Nach Komplikationen bildete sich in seinem Bein eine Thrombose, die schließlich zum Tod des 33-Jährigen führte. Im Gedenken an ihn wurde der Chris Candido-Cup bei TNAW und der IWA ausgetragen.

## Erfolge
- NWA World Heavyweight Champion
- WCW World Cruiserweight Champion
- WWF World Tag Team Champion
- 3× ECW World Tag Team Champion